# Aiouea myristicoides
Aiouea myristicoides är en lagerväxtart som beskrevs av Carl Christian Mez. Aiouea myristicoides ingår i släktet Aiouea och familjen lagerväxter. Inga underarter finns listade i Catalogue of Life.